# Connecticutfloden
Connecticutfloden (engelska: Connecticut River), är en flod i nordöstra USA.
Den är den längsta floden i New England, med en total längd på 640 km (405 miles) och ett avrinningsområde på cirka 29 100 km². Den rinner upp i norra delen av New Hampshire söder om statsgränsen Kanada-USA, bildar gräns mellan denna delstat och Vermont, går sedan genom västra delen av Massachusetts i nord–sydlig riktning, för att slutligen passera Connecticut och mynna ut i Long Island-sundet.
I sitt nedre lopp bildar floden en bred och bördig dalgång, där städer som Amherst, Northampton, Springfield och Hartford har vuxit fram.

### Fotnoter
1. ↑  ”Essex - Connecticut” (på engelska). BBC. http://www.bbc.co.uk/essex/features/essex_around_world/essex_connecticut.shtml. Läst 28 juli 2016.